# John Leslie (Bischof)

John Leslie

John Leslie (auch John Lesley; * 29. September 1527 in Kingussie, Schottland; † 31. Mai 1596 in Guirtenburg bei Brüssel) war ein schottischer Geistlicher und Bischof von Ross. Er ist besonders durch seine Tätigkeit für Maria Stuart und als Geschichtsschreiber bekannt.

## Leben
John Leslie war ein Sohn des Pfarrers Gavin Leslie. Er studierte an der Universität Aberdeen und wurde Magister Artium. 1538 erhielt er Dispensation, eine Pfründe zu bekleiden, obgleich er unehelicher Geburt war, wurde im Juni 1546 Akolyth an der Kathedrale von Aberdeen und später ebenda Präbendar. Nachdem er später noch zu Poitiers, zu Toulouse und zu Paris, wo er 1553 als Doktor der Rechte promovierte, studiert hatte, lehrte er ab etwa 1554 Kirchenrecht am King’s College, Aberdeen. 1558 wurde er ordiniert und Official (Stellvertreter) des Bischofs von Aberdeen. Er erhielt dann 1559 die Pfründe und Präbende Oyne.
In der Reformationszeit trat Leslie auf der Seite des Katholizismus auf. In der 1560 in Edinburgh abgehaltenen Disputation verteidigte er die römisch-katholische Kirche; John Knox und John Willock waren zwei seiner Opponenten. Im folgenden Jahr war er einer der Kommissare, die zur jungen Königin Maria Stuart entsandt wurden, um sie zwecks ihres Regierungsantritts nach Schottland zu bringen. Er kehrte in ihrem Gefolge zurück und wurde zum Geheimrat ernannt. 1565 wurde er Senator des Justizamtes und Abt von Lindores, 1566 Bischof von Ross und eines der 16 Mitglieder der zur Revision der schottischen Gesetze bestellten Kommission, worauf unter seiner Aufsicht die als die Black Acts bekannte Sammlung der schottischen Parlamentsakte (Actis and Constitutiounis  of the Realme of Scotland from the Reigne of James I) gedruckt wurde.
Bischof Leslie war einer der treuesten Anhänger der Königin Maria und während ihrer Gefangenschaft in England angestrengt für ihre Sache tätig. Er fungierte im Oktober 1568 als bedeutendster schottischer Kommissar während der erfolglosen Konferenz zu York  mit Kommissaren der englischen Königin Elisabeth I. Tudor. 1569 erschien er als Gesandter Marias am Hof Elisabeths I., um wegen des seiner Königin widerfahrenen Unrechts Beschwerde einzulegen. Als er kein Gehör fand, machte er Pläne für Marias Flucht. Er beteiligte sich schließlich an der Verschwörung von Roberto di Ridolfi, Elisabeth zu stürzen und Maria zur englischen Königin zu machen. Hierbei war auch die Verheiratung Marias mit Thomas Howard, 4. Duke of Norfolk vorgesehen. Doch im April/Mai 1571 wurde das Komplott aufgedeckt und Lesley zuerst auf der Isle of Ely und später im Tower of London gefangen gesetzt. Seine im Oktober und November 1571 gemachten Geständnisse reichten zusammen mit weiteren Indizien aus, um Norfolk im Juni 1572 als Hochverräter hinrichten zu lassen.
Während seiner Abwesenheit von Schottland wurden Leslie seine Einkünfte aus seinem Bistum vorenthalten, so dass er in Armut geriet. In der Zeit seiner Gefangenschaft sammelte er unterdessen Material für seine Geschichte von Schottland. 1572 übergab er der Königin Maria zu ihrer Unterhaltung in der Gefangenschaft den letzten Teil dieses Werks, im schottischen Dialekt abgefasst. Auch schrieb er für ihren Gebrauch Piae Consolationes, von denen Maria einen Teil in französische Verse übersetzte.
1573 wurde Leslie zwar freigelassen, jedoch aus England verwiesen. Er begab sich nach Kontinentaleuropa und beschwor die Könige Frankreichs und Spaniens, den Papst und die deutschen Fürsten vergeblich, etwas Ernstliches zur Rettung seiner Herrin zu unternehmen. 1578 veröffentlichte er in Rom seine auch besonders wegen der eleganten Latinität geschätzte Geschichte Schottlands unter dem Titel De origine, moribus et rebus gestis Scotorum.
1579 reiste Leslie nach Frankreich, wo der Erzbischof von Rouen, Charles de Bourbon, ihn zu seinem Suffragan und Generalvikar ernannte. Auf der Reise zu seiner Diözese wurde er unterwegs verhaftet und musste ein Lösegeld von 3000 Pistolen entrichten, um seine Auslieferung an Elisabeth zu verhindern. Während der restlichen Regierungszeit Heinrichs III. wurde Leslie nicht weiter behelligt, aber nach der Thronbesteigung des protestantischen Königs Heinrich IV. geriet er wieder in Trübsal. 1590 kam er erneut ins Gefängnis und hatte sich wieder mit demselben Lösegeld wie vorher loszukaufen. 1593 wurde er von Clemens VIII. zum Bischof von Coutances in der Normandie ernannt, konnte jedoch von seinem Stuhl nicht Besitz ergreifen. So besaß er die Erlaubnis, Bischof von Ross zu bleiben, bis ihm eine friedliche Übernahme der Diözese Coutances möglich sei. Er kehrte jedoch nie mehr nach Schottland zurück. Schließlich zog er sich ins Augustinerkloster Guirtenburg bei Brüssel zurück, wo er seine letzte Lebenszeit verbrachte und am 31. Mai 1596 im Alter von 68 Jahren starb.

## Geschichtswerk
Die meisten Schriften Leslies dienten der Verteidigung seiner Königin. Seine zehn Bücher umfassende Geschichte Schottlands beschreibt Ereignisse im Zeitraum von 1436 bis 1561. Sie beruht in ihren frühen Teilen im Wesentlichen auf den Darstellungen von Hector Boece und John Major, obwohl viele darin gemachte topographischen Angaben Leslies eigener Erfahrung entstammen. In den späteren Partien seines Geschichtswerks gibt Leslie vom katholischen Standpunkt aus einen völlig eigenständigen Bericht, der eine wertvolle Ergänzung und ein Korrektiv zu den Schriften von George Buchanan und John Knox bietet. Eine schottische Übersetzung von Leslies Werk verfasste 1596 James Dalrymple vom Schottenkloster in Regensburg. Sie wurde für die Scottish Text Society unter der Leitung von E. G. Cody in den Jahren 1888–1895 in zwei Bänden gedruckt. Thomas Thomson gab das Werk 1830 in Edinburgh für den Bannatyne Club als The History of Scotland, from the death of King James I. in the year 1436 to the year 1561 nach einem alten Manuskript aus dem Besitz des Earl of Lewen and Melville heraus.

## Werke (Auswahl)
- A Defence of the Honour of … Marie, Queene of Scotland, by Eusebius Dicaeophile, London 1569
- A Treatise Concerning the Defence of the Honour of Marie, Queene of Scotland. Made by Morgan Philippés, Lüttich 1571
- Piae afflicti animi consolationes ad Mariam Scotorum Reginam, Paris 1574
- Pro libertate impetrando. Oratio ad Elizabetham Angliae Reginam, Paris 1574
- De origine, moribus et rebus gestis Scotorum libri decem, Rom 1578; Neuausgabe 1675
- De illustrium feminarum in republica administranda authoritate libellus, Reims 1580 (eine lateinische Version einer Abhandlung über The Lawfulness of the Regiment of Women)
- De titulo et iure Mariae Scotorum Reginae, quo regni Angliae successionem sibi juste vindicat, libellus, Reims 1580
- Treatise touching the right, title and interest of Marye Queene of Scotland, and of King James to the succession of the crown of England, Reims 1584
- Congratulatio illustrissimo cardinali Alberti Archiduci Austriae de ejus adventu ad regimen provinciarum inferioris Germaniae, Brüssel 1594